# منتخب الصين لكرة السلة 3x3 للسيدات
منتخب الصين لكرة السلة 3x3 للسيدات هُو مُنتخب الصين الوطني في رياضة كرة السلة 3×3 للسيدات. حاز المُنتخب على الميدالية البرونزية خلال مُشاركته في دورة الألعاب الأولمبية الصيفية 2020 في طوكيو.

## الألعاب الأولمبية
| السنة      | النتيجة النهائية    | المُباريات الملعوبة | فوز | خسارة |
| ---------- | ------------------- | ------------------ | --- | ----- |
| طوكيو 2020 | الميدالية البرونزية | 10                 | 7   | 3     |
| المجموع    | 1/1                 | 10                 | 7   | 3     |